# Oakland Raiders 2006
La stagione 2006 degli Oakland Raiders è stata la 37ª della franchigia nella National Football League, la 47ª complessiva. Con Art Shell di ritorno sulla panchina della squadra, i Raiders terminarono col peggior record della lega, 2-14, e il loro peggiore dalla stagione 1962. La squadra cambiò due quarterback titolari, Andrew Walter e Aaron Brooks, ciascuno dei quali passò solamente tre touchdown in tutto l'anno. Un settimo fu lanciato dalla riserva Marques Tuiasosopo.
Secondo Football Outsiders, i  Raiders del 2006 ebbero la sesta maggiore differenza tra attacco e difesa di tutti i tempi: l'attacco fu il peggiore della lega mentre la difesa l'ottava migliore. Solo i  Patriots del 2011, i Kansas City Chiefs  del 2002 e del 2004, i Seahawks del 1992 e i Philadelphia Eagles del 1991 ebbero divari maggiori.

## Scelte nel Draft 2006

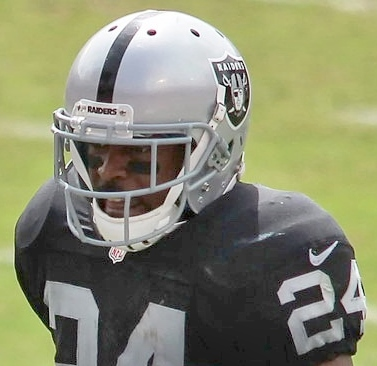
Michael Huff fu la scelta del primo giro dei Raiders nel Draft 2006

| Scelte dei Raiders nel Draft 2006 |        |                |       |               |
| Giro                              | Scelta | Giocatore      | Ruolo | College       |
| 1                                 | 7      | Michael Huff   | DB    | Texas         |
| 2                                 | 38     | Thomas Howard  | LB    | Texas-El Paso |
| 3                                 | 69     | Paul McQuistan | T     | Weber St.     |
| 4                                 | 101    | Darnell Bing   | DB    | USC           |
| 6                                 | 176    | Kevin Boothe   | T     | Cornell       |
| 7                                 | 214    | Chris Morris   | C     | Michigan St.  |
| 7                                 | 255    | Kevin McMahan  | WR    | Maine         |

## Roster
| Roster degli Oakland Raiders nel 2006 |
| --- |
| Quarterback - 2 Aaron Brooks - 8 Marques Tuiasosopo - 16 Andrew Walter Running Back - 20 Justin Fargas - 34 LaMont Jordan - 49 John Paul Foschi FB/TE - 42 ReShard Lee FB - 32 Zack Crockett FB Wide Receiver - 18 Randy Moss - 84 Jerry Porter - 87 Alvis Whitted - 19 Johnnie Morant - 89 Ronald Curry Tight End - 86 Randal Williams - 83 Courtney Anderson - 85 John Madsen Offensive Linemen - 70 Brad Badger G/T - 76 Robert Gallery T - 64 Jake Grove C/G - 71 Corey Hulsey G/T - 75 Brad Lekkerkerker T - 79 Paul McQuistan G - 51 Chris Morris C - 78 Chad Slaughter G - 65 Barry Sims G - 67 Kevin Boothe G/T - 66 Langston Walker OT Defensive Linemen - 91 Tyler Brayton DE - 56 Derrick Burgess DE - 90 Terdell Sands DE - 51 Lance Johnstone DE - 99 Warren Sapp DT - 93 Tommy Kelly DT - 77 Anttaj Hawthorne DT Linebacker - 50 Isaiah Ekejiuba ILB - 52 Kirk Morrison ILB - 54 Sam Williams OLB - 96 Grant Irons DE/OLB - 53 Thomas Howard OLB - 57 Ricky Brown OLB - 55 Robert Thomas ILB Defensive Back - 21 Nnamdi Asomugha CB - 23 Chris Carr CB/KR - 31 Hiram Eugene FS - 24 Michael Huff SS - 26 Stanford Routt CB - 30 Stuart Schweigert FS - 27 Fabian Washington CB - 36 Derrick Gibson SS - 40 Jarrod Cooper FS Special Team - 59 Jon Condo LS - 11 Sebastian Janikowski K - 9 Shane Lechler P |
| Legenda - I rookie sono in corsivo. - Il primo ruolo è il principale mentre gli eventuali successivi indicano i ruoli secondari. - (IR) sta per Injured Reserve ed indica la lista ristretta per un solo giocatore infortunato che può tornare ad allenarsi dopo la settimana 6 e a rientrare in prima squadra dopo che questa ha giocato 8 partite. - (NF-Inj.) / (NF-Ill.) stanno rispettivamente per Non-Football Injured e Non-Football Illness ed indicano le liste dove viene inserito un giocatore che ha un infortunio o una malattia non dipendente dal football americano. - (PUP) sta per Physically Unable to Perform ed indica la lista dove viene inserito un giocatore mentre è in attesa di recuperare la condizione fisica. Nella stagione regolare dopo la sesta partita giocata dalla propria squadra, il giocatore ha tempo tre settimane per riprendere ad allenarsi, più tre settimane aggiuntive dal suo rientro agli allenamenti per rientrare in prima squadra. |

## Calendario

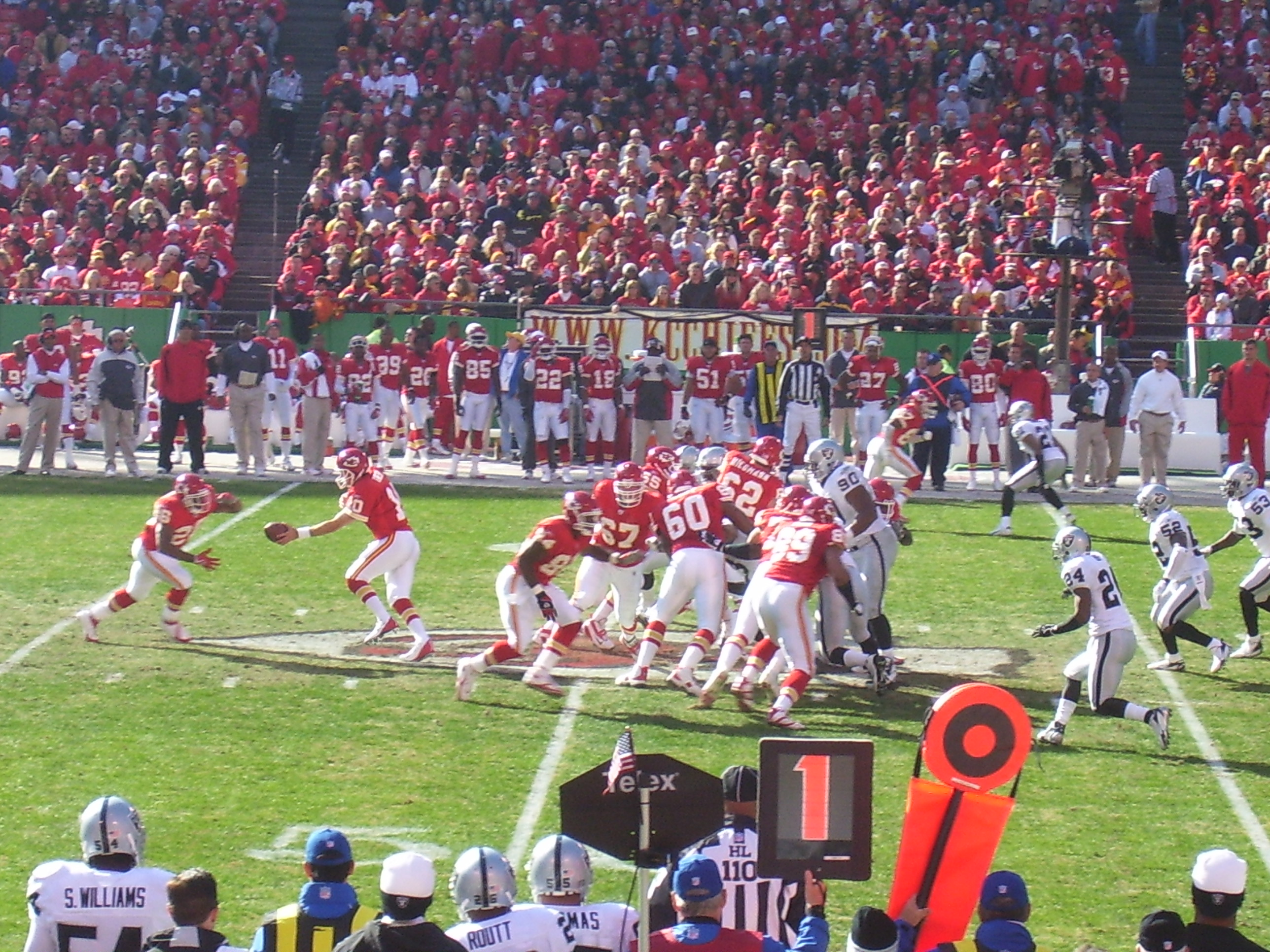
I Kansas City Chiefs ospitarono Raiders in una partita equilibrata nell'undicesimo turno, disputato il 19 novembre 2006

| Stagione regolare |                        |                    |                    |
| Turno             | Avversario             | Data               | TV                 |
| 1                 | San Diego Chargers     | S 27-0             | ESPN               |
| 2                 | at Baltimore Ravens    | S 28–6             | CBS                |
| 3                 | Settimana di pausa     | Settimana di pausa | Settimana di pausa |
| 4                 | Cleveland Browns       | S 24–21            | CBS                |
| 5                 | at San Francisco 49ers | S 34–20            | CBS                |
| 6                 | at Denver Broncos      | S 13–3             | NBC                |
| 7                 | Arizona Cardinals      | V 22–9             | FOX                |
| 8                 | Pittsburgh Steelers    | V 20–13            | CBS                |
| 9                 | at Seattle Seahawks    | S 16–0             | ESPN               |
| 10                | Denver Broncos         | S 17–13            | CBS                |
| 11                | at Kansas City Chiefs  | S 17–13            | CBS                |
| 12                | at San Diego Chargers  | S 21–14            | CBS                |
| 13                | Houston Texans         | S 23–14            | CBS                |
| 14                | at Cincinnati Bengals  | S 27–10            | CBS                |
| 15                | St. Louis Rams         | S 20–0             | FOX                |
| 16                | Kansas City Chiefs     | S 20–9             | NFLN               |
| 17                | at New York Jets       | S 23–3             | CBS                |

## Classifiche
| AFC West Division      |    |    |   |      |     |      |     |     |     |
|                        | V  | S  | P | %    | DIV | CONF | PF  | PS  | STR |
| (1) San Diego Chargers | 14 | 2  | 0 | .875 | 5–1 | 10–2 | 492 | 303 | V10 |
| (6) Kansas City Chiefs | 9  | 7  | 0 | .563 | 4–2 | 5–7  | 331 | 315 | V2  |
| Denver Broncos         | 9  | 7  | 0 | .563 | 3–3 | 8–4  | 319 | 305 | S1  |
| Oakland Raiders        | 2  | 14 | 0 | .125 | 0–6 | 1–11 | 168 | 332 | S9  |